# Indestructible (альбом Disturbed)
Indestructible — четвёртый студийный альбом американской рок-группы Disturbed, выпущен 3 июня 2008 года в формате компакт-диска, а также вышли два ограниченных тиража и специальный выпуск в формате диджипэк. Статус платинового диска альбом получил от RIAA после продажи одного миллиона копий на территории США. Песня «Inside the Fire» в 2009 году была номинирована на премию «Грэмми» в категории «Лучшая песня хард-рок». В альбоме коллектив продемонстрировал своё новое звучание, которого придерживается и по сей день, отойдя от ню-метала в сторону традиционного альтернативного метала.

## Об альбоме
Indestructible — первый альбом, который записан без участия Johnny K, продюсера трёх предыдущих альбомов: The Sickness, Believe и Ten Thousand Fists. Indestructible был записан в студии Groovmasters в Чикаго, Иллинойс. В альбом включены 2 песни, «Perfect Insanity» и «Divide», которые были записаны ещё до их первого альбома, но так и не вошли в один альбом.
Диск содержит более мрачные песни, чем записанные до него. Некоторые песни повествуют о реальных событиях, которые Дэвид Дрейман пережил до записи альбома, включая несчастный случай на мотоцикле и связанный с ним случай самоубийства. Чтобы соответствовать характеру песен, Дэвид сказал членам группы, чтобы они играли как можно более мрачную музыку. Несмотря на мрачные темы песен, песня «Indestructible» (рус. Неразрушимый) записана для поддержки солдат, участвующих в войне.

### Запись
После серии концертов в поддержку своего предыдущего альбома, Ten Thousand Fists, группа отдыхала. В это время барабанщик Майк Венгрен женился, а у гитариста Дэна Донигана родился ребёнок. После этого перерыва группа вернулась в Студии Groovemaster в Чикаго и начала сочинять музыку к альбому. В феврале 2007 года участники собрались в студии для записи и решили самостоятельно выпустить альбом без участия продюсера. В начале записи были написаны рифы, по которым писалась остальная часть музыки. Басист Джон Мойер покинул студию во время записи из-за беременности жены и писал свои партии в домашней студии. Альбом занял у группы больше времени на название, чем предыдущие релизы. Изначально название было "The Night", потому что это был первый законченный трек. Рабочее название было "Defend", но его изменили на "Indestructible". Дрейман сказал, что они назвали так альбом, потому что название "...отчасти символизирует тот факт, что мы ещё здесь и мы не уничтожены и противостояли испытанию временем". Дэвид сказал, что лирически альбом вдохновлён различными неудачными случаями из жизни.

### Название
«Indestructible» — самый длинный альбом группы по сравнению с предыдущими альбомами. Группа первоначально хотела назвать альбом «The Night», потому что это была первая песня, которая была закончена, и это определило музыкальный стиль всего альбома. Дэвид Дрейман сказал, что они назвали альбом «Indestructible», потому что название «… отчасти символизирует факт, что мы все ещё здесь, что мы не были разрушены, что мы выстояли испытание временем».

## Список композиций
Слова и музыка всех песен — Дэвид Дрэйман, Дэн Дониган, Майк Венгрен и Джон Мойер.
| №                   | Название            | Длительность |
| ------------------- | ------------------- | ------------ |
| 1.                  | «Indestructible»    | 4:38         |
| 2.                  | «Inside the Fire»   | 3:52         |
| 3.                  | «Deceiver»          | 3:49         |
| 4.                  | «The Night»         | 4:46         |
| 5.                  | «Perfect Insanity»  | 3:57         |
| 6.                  | «Haunted»           | 4:42         |
| 7.                  | «Enough»            | 4:20         |
| 8.                  | «The Curse»         | 3:25         |
| 9.                  | «Torn»              | 4:09         |
| 10.                 | «Criminal»          | 4:16         |
| 11.                 | «Divide»            | 3:36         |
| 12.                 | «Façade»            | 3:45         |
| Общая длительность: | Общая длительность: | 49:17        |

| №                   | Название                                       | Длительность |
| ------------------- | ---------------------------------------------- | ------------ |
| 13.                 | «Run»                                          | 3:13         |
| 14.                 | «Parasite»                                     | 3:25         |
| 15.                 | «Stricken (Live At the Riviera)»               | 4:27         |
| 16.                 | «Down With the Sickness (Live At the Riviera)» | 5:14         |
| 17.                 | «Just Stop (Live At the Riviera)»              | 3:51         |
| 18.                 | «Stupify (Live At the Riviera)»                | 4:22         |
| 19.                 | «Midlife Crisis (Faith No More cover)»         | 4:04         |
| Общая длительность: | Общая длительность:                            | 1:17:50      |

## Участники записи
- Дэн Дониган — гитары, клавишные, электроника (продюсер)
- Дэвид Дрейман — основной вокал (сопродюсер)
- Майк Венгрен — ударные, перкуссия (сопродюсер)
- Джон Мойер — бас-гитара, бэк-вокал
- Тед Дженсен — мастеринг

## Позиции в чартах
| Год  | Чарт                         | Позиция |
| ---- | ---------------------------- | ------- |
| 2008 | Australian ARIA Albums Chart | 1       |
| 2008 | Austrian Albums Chart        | 10      |
| 2008 | Canadian Albums Chart        | 1       |
| 2008 | Danish Albums Chart          | 22      |
| 2008 | Dutch Albums Chart           | 57      |
| 2008 | Finnish Albums Chart         | 2       |
| 2008 | New Zealand Top Albums Chart | 1       |
| 2008 | Swedish Albums Chart         | 15      |
| 2008 | Swiss Albums Chart           | 15      |
| 2008 | UK Albums Chart              | 20      |
| 2008 | US Billboard 200             | 1       |
| 2008 | US Top Internet Albums       | 1       |

| Год  | Песня              | Чарт                         | Позиция |
| ---- | ------------------ | ---------------------------- | ------- |
| 2008 | «Indestructible»   | The Billboard Hot 100        | 72      |
| 2008 | «Indestructible»   | Hot Canadian Digital Singles | 40      |
| 2008 | «Indestructible»   | Hot Digital Songs            | 35      |
| 2008 | «Indestructible»   | Hot Mainstream Rock Tracks   | 2       |
| 2008 | «Indestructible»   | Hot Modern Rock Tracks       | 10      |
| 2008 | «Inside the Fire»  | The Billboard Hot 100        | 73      |
| 2008 | «Inside the Fire»  | Hot Canadian Digital Singles | 66      |
| 2008 | «Inside the Fire»  | Hot Digital Songs            | 49      |
| 2008 | «Inside the Fire»  | Hot Mainstream Rock Tracks   | 1       |
| 2008 | «Inside the Fire»  | Hot Modern Rock Tracks       | 4       |
| 2008 | «Inside the Fire»  | Pop 100                      | 67      |
| 2008 | «Perfect Insanity» | Hot Canadian Digital Singles | 70      |
| 2009 | «The Night»        | Hot Mainstream Rock Tracks   | 2       |
| 2009 | «The Night»        | Hot Modern Rock Tracks       | 18      |